# Pachypeza phegea
Pachypeza phegea är en skalbaggsart som beskrevs av Dillon 1945. Pachypeza phegea ingår i släktet Pachypeza och familjen långhorningar. Inga underarter finns listade i Catalogue of Life.